# Bendita
Bendita (anteriormente conocido como Bendita TV) es un programa de televisión argentino emitido por Canal 9, desde el 13 de noviembre de 2006. La conducción del programa está a cargo de Beto Casella. Se encuentra entre los diez programas más largos de la televisión argentina contando con 20 temporadas ininterrumpidas.

## Historia

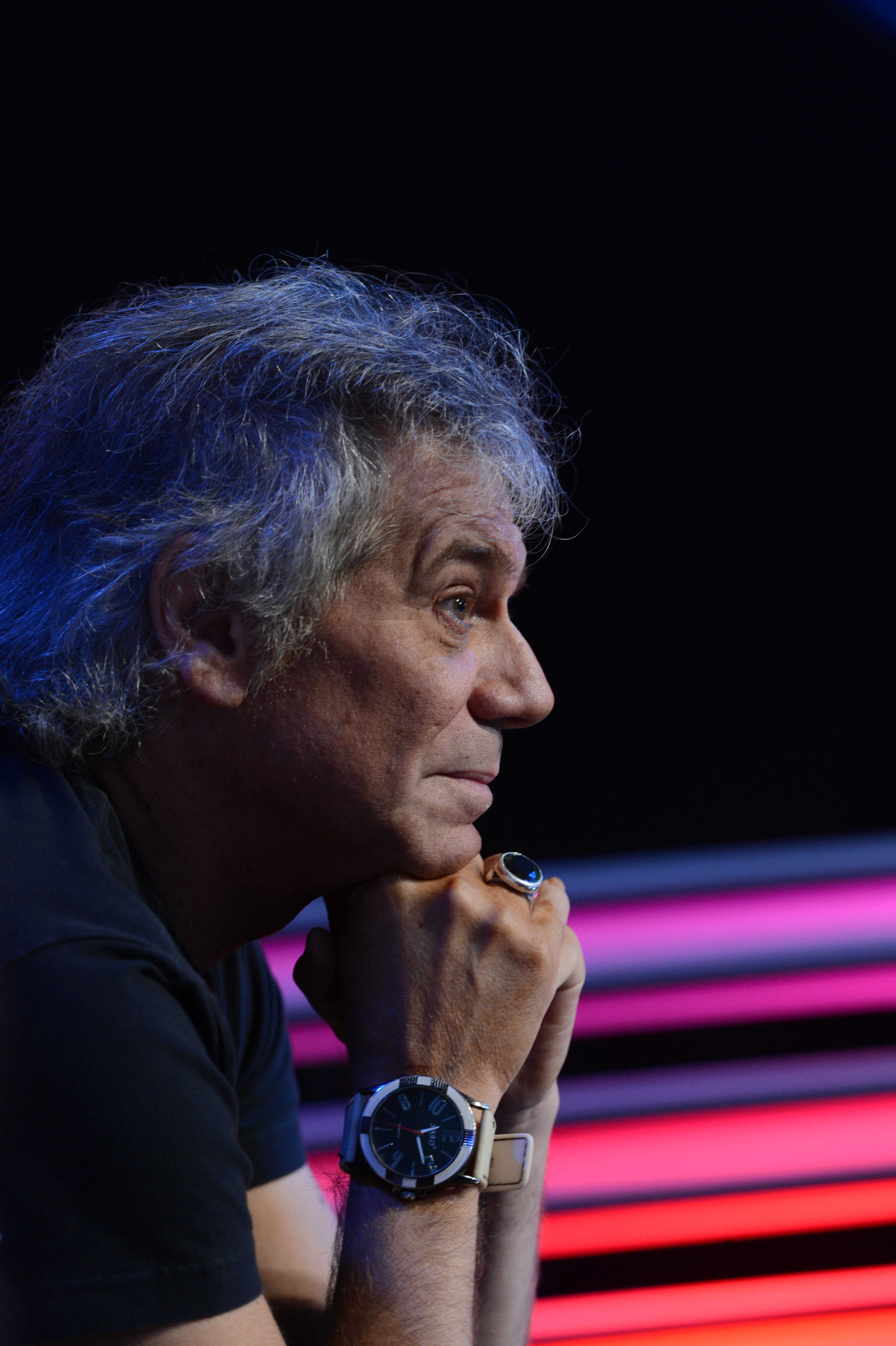
Beto Casella, conductor del programa.

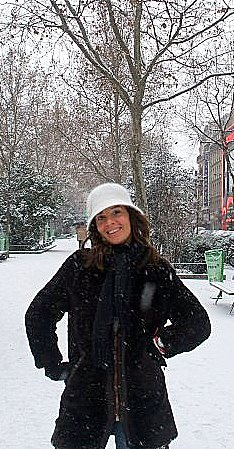
Edith Hermida, conductora y panelista del programa.

Comenzó el 13 de noviembre de 2006 con la conducción de Beto Casella, y la participación de panelistas que opinan sobre los informes de recortes del día. El primer equipo de panelistas estuvo compuesto por Jorge Lafauci, Fabián Doman, María Isabel Sánchez, Analía Franchín, Claudio Albarenque y Lola Cordero. A lo largo de los años, si bien el formato se mantuvo, el plantel de panelistas fue cambiando. 
Desde el lunes 5 de noviembre de 2007, y durante el resto de ese año, el programa se emitió a las 22:00 por reorganización de los horarios del canal.
El 15 de enero de 2008 a las 21.00 arrancó la tercera temporada del programa.
En 2009, a partir de la cuarta temporada de Bendita TV cambia a Bendita simplificando el nombre del programa. Ahora los informes narrados por Marito de Candia son de juguetes Playmobil.
El 8 de febrero de 2010, comenzó la 5.ª temporada del programa.
También el 2 de agosto de ese año Beto Casella tuvo reemplazo por una operación láser ocular siendo ese día reemplazado por Viviana Canosa y Ricardo Fort.
A partir de octubre de 2010 se comenzó a emitir desde las 20:30 hasta las 22:00.
El 10 de octubre de 2011, Bendita inició sus transmisiones en HD por la señal Canal 9 HD de la TDA (Canal 35.02).
El 4 de febrero de 2013 comenzó la octava temporada del programa, con nuevas secciones, como los sketches de Los Mazitelli.
Es durante esta década que el programa consigue su pico de rating. El 5 de mayo del 2014 el programa consiguió un rating de 12.0, con picos de 13.8. Le ganó en su competencia directa a Telefe noticias y a Telenoche y quedó entre los 10 programas más vistos del día.
Durante las tardes del verano de 2016, se emitió La previa de Bendita conducido por Edith Hermida. Era un resumen del programa de aquella temporada mientras se tomaba descanso Beto Casella.
Desde abril de 2019, dentro del programa, se emitió el sketch humorístico «Sindicato Argentino de Sandros», protagonizado por Juan Carlos Andrizzi, José Juárez, Sergio "Gio"  Di Cianni y Leonardo Spinosa. Con un total de 8 episodios, producidos por Germán "Tano" Nieto, finalizó en agosto de ese mismo año.
La temporada 15 comenzó el 9 de marzo de 2020, junto con el regreso de Edith Hermida al programa.
El 27 de mayo de 2024 se relanzó la temporada 19 que había arrancado en el verano del mismo año.

## Temporadas
| Temporada | Año  | Rating prom. | Ref.   |
| --------- | ---- | ------------ | ------ |
| 1         | 2006 | 6.1          | [ 6 ]  |
| 2         | 2007 | 5.3          | [ 6 ]  |
| 3         | 2008 | 5.6          | [ 6 ]  |
| 4         | 2009 | 6.6          | [ 6 ]  |
| 5         | 2010 | 6.3          | [ 6 ]  |
| 6         | 2011 | 6.1          | [ 6 ]  |
| 7         | 2012 | 5.9          | [ 6 ]  |
| 8         | 2013 | 6.0          | [ 6 ]  |
| 9         | 2014 | 6.6          | [ 6 ]  |
| 10        | 2015 | 4.9          | [ 6 ]  |
| 11        | 2016 | 4.6          | [ 6 ]  |
| 12        | 2017 | 4.1          | [ 6 ]  |
| 13        | 2018 |              |        |
| 14        | 2019 | 4.1          | [ 7 ]  |
| 15        | 2020 | 4.3          | [ 8 ]  |
| 16        | 2021 | 4.2          | [ 9 ]  |
| 17        | 2022 | 4.1          | [ 10 ] |
| 18        | 2023 | 3.9          | [ 11 ] |
| 19        | 2024 |              |        |
| 20        | 2025 |              |        |

## Equipo

### Conducción
- Beto Casella (2006-presente)

### Conductores de reemplazo
- Analía Franchín (2008)
- Edith Hermida (2010-presente)
- Viviana Canosa (2010)
- Aníbal Pachano (2010)
- Ricardo Fort (2010)
- Teto Medina (2011)
- Gastón Recondo (2011-2014)
- Mariela Fernández (2015)
- José María Muscari (2016)
- Alejandra Maglietti (2021)
- Walter Queijeiro (2021)
- Horacio Pagani (2021)
- Claudio Pérez (2021)

### Panelistas actuales
- Edith Hermida (2008-presente)
- Any Ventura (2009-presente)
- Alejandra Maglietti (2009-presente)
- Walter Queijeiro (2015, 2020-2022, 2023-presente)
- Daniel Gómez Rinaldi (2010, 2025-presente)
- Horacio Pagani (2016-presente)
- Mariela Fernández (2017-2019, 2024-presente)
- Enzo Aguilar (2023-presente)
- Agustín Guardis (2023-presente)
- Emiliano Coroniti (2024-presente)
- Delfina Gerez Bosco (2024-presente)

### Panelistas anteriores
- Jorge Lafauci (2006-2007)
- Fabián Doman (2006-2007)
- Claudio Albarenque (2006-2007)
- María Isabel Sánchez (2006-2007)
- Moisés Ikonicoff (2007)
- María Isabel Sánchez (2007)
- Santiago del Moro (2007)
- Analía Franchín (2007-2010)
- Lola Cordero (2007-2008, 2012-2023)
- Greta Rodríguez (2008)
- Toti Ciliberto (2008)
- Adriana Gorosito (2008)
- Teto Medina (2008-2016)
- Marcelo Iripino (2009)
- Rodrigo Lussich (2009)
- Álvaro Navia (2009-2010)
- Evelyn Von Brocke (2010-2015)
- Carlos "Charly Pop" Lopez (2011-2016)
- Gastón Recondo (2011-2016)
- Mauricio D'Alessandro (2011-2016)
- Tom Lupo (2012-2013)
- José María Muscari (2013-2016 - 2023 como Invitado)
- Leo Rosenwasser (2014-2015)
- Mariela Fernández (2014-2018)
- Claudio Pérez (2015)
- Walter Queijeiro (2015, 2020-2022)
- Atilio Veronelli (2016-2017)
- Florencia de la V (2016-2017)
- Nacho Goano (2016-2019)
- Tití Fernández (2016-2019)
- Mercedes Ninci (2017-2020)
- Carla Czudnowsky (2018-2022)
- Naiara Awada (2019)
- Nancy Pazos (2019)
- Ivana Nadal (2020)
- Victoria Braier (2021-2022)
- Ana Sicilia (2021-2022)
- Hugo Lescano (2022)
- Romina Scalora (2022-2024)

### Panelistas invitados
- Leo Rosenwasser (2007)
- Anabela Ascar (2010)
- CAE (2010)
- Charly García (2012)
- Fernanda Iglesias (2012)
- Ernesto José Manuel "Torry" Palenzuela (2013, 2014, 2016)
- Jorge Porcel Jr. (2013)
- Pablo Novak (2016)
- Rola Carval (2018)
- Nel Godoy (2019)
- Oscar Mediavilla (2019)
- Mariano Caprarola (2019)
- Mariela "Mimí" Alvarado (2020)
- Germán "Tano" Nieto (2021, 2022, 2023)
- Romina Scalora (2021)
- Laura "La Tana" Grassi (2021, 2022, 2023)
- Estefanía Berardi (2022)
- Sebastián "Pampito" Perelló Aciar (2022)
- Andrea Taboada (2022)
- Mike Amigorena (2022)
- Mariana Brey (2022)
- Gloria "La Reina de Flores" Lee (2022)
- Gael "AstroMostra" Policano Rossi (2022)
- Esmeralda Mitre (2023)
- Esteban Mirol (2023)
- Luis Novaresio (2023)
- Pachu Peña (2023)
- Alejandra "Locomotora" Oliveras (2023)
- Daniel Aráoz (2023)
- Taky Natali (2023)
- Gastón Edul (2023)
- Gabriel "Puma" Goity (2023)
- Martín Alejandro "El Mono de Kapanga" Fabio (2023)
- Hugo Lamadrid (2023)
- Rodolfo "Gringo" Cingolani (2023)
- Andrés "Andy Chango" Fejerman (2023)
- Flavio Azzaro (2023)
- Agustín Guardis (2023)
- Leo Arias (2023)
- Tomás Dente (2023)
- Ariel Ansaldo (2023)
- Dr. José Luís "Nutriloco" Franganillo (2023)
- Cecilia Ruffa (2023)
- Homero Pettinato (2023)
- Romina Uhrig (2023)
- Daniel Gómez Rinaldi (2023)
- Romina Scalora (2023)
- Agustin Guardis (2023)

### Narración y voces
- Mario de Candia - (2006-2020)
- Pablo Molinari - (2020-2021)
- Mariano Flax - (2021-presente)
- Carla Bonfante – Reemplazo
- Alejandro Graue - Reemplazo
- Lucho - Reemplazo

### Imitaciones
- Milton Ré (2017-2024)

### Humoristas
- Leo Raff
- Rodrigo Vagoneta
- Eduardo Calvo ("Heavy Re Jodido")

## Premios y nominaciones
| Año  | Ceremonia de premiación | Categoría                                                | Nominado/a (s) | Resultado |
| ---- | ----------------------- | -------------------------------------------------------- | -------------- | --------- |
| 2009 | Premio Martín Fierro    | Mejor programa humorístico                               | Bendita TV     | Nominado  |
| 2010 | Premio Martín Fierro    | Mejor programa humorístico                               | Bendita        | Nominado  |
| 2011 | Premio Martín Fierro    | Mejor programa periodístico                              | Bendita        | Ganador   |
| 2011 | Premios Tato            | Programa de espectáculos                                 | Bendita        | Ganador   |
| 2012 | Premios Tato            | Programa de espectáculos                                 | Bendita        | Ganador   |
| 2013 | Premio Martín Fierro    | Mejor programa de interés general                        | Bendita        | Ganador   |
| 2013 | Premio Martín Fierro    | Mejor conducción masculina                               | Beto Casella   | Ganador   |
| 2013 | Premios Tato            | Mejor programa de espectáculos                           | Bendita        | Ganador   |
| 2014 | Premio Martín Fierro    | Mejor programa humorístico                               | Bendita        | Nominado  |
| 2015 | Premios Martín Fierro   | Mejor programa humorístico de actualidad                 | Bendita        | Nominado  |
| 2015 | Premios Tato            | Mejor programa de espectáculos                           | Bendita        | Ganador   |
| 2016 | Premios Tato            | Mejor programa de espectáculos                           | Bendita        | Ganador   |
| 2016 | Premios Martín Fierro   | Mejor programa humorístico de actualidad                 | Bendita        | Nominado  |
| 2017 | Premios Tato            | Mejor programa de espectáculos                           | Bendita        | Ganador   |
| 2018 | Premios Martín Fierro   | Mejor programa humorístico de actualidad                 | Bendita        | Nominado  |
| 2022 | Premios Martín Fierro   | Mejor programa humorístico de actualidad                 | Bendita        | Nominado  |
| 2022 | Premios Martín Fierro   | Mejor conducción en programa humorístico / de actualidad | Beto Casella   | Ganador   |
| 2023 | Premios Martín Fierro   | Mejor programa humorístico de actualidad                 | Bendita        | Ganador   |
| 2024 | Premios Martín Fierro   | Mejor programa humorístico de actualidad                 | Bendita        | Ganador   |